# ABA All-Star Game Most Valuable Player Award
L'ABA All-Star Game Most Valuable Player Award fu un premio conferito dalla American Basketball Association al miglior giocatore dell'All-Star Game.

## Vincitori
|  | Eletti nella Basketball Hall of Fame |

| Anno | Giocatore       | Nazionalità | Squadra                | Squadra All-Star Game |
| ---- | --------------- | ----------- | ---------------------- | --------------------- |
| 1968 | Larry Brown     | Stati Uniti | New Orleans Buccaneers | Western Division      |
| 1969 | John Beasley    | Stati Uniti | Dallas Chaparrals      | Western Division      |
| 1970 | Spencer Haywood | Stati Uniti | Denver Rockets         | Western Division      |
| 1971 | Mel Daniels     | Stati Uniti | Indiana Pacers         | Western Division      |
| 1972 | Dan Issel       | Stati Uniti | Kentucky Colonels      | Eastern Division      |
| 1973 | Warren Jabali   | Stati Uniti | Denver Rockets         | Western Division      |
| 1974 | Artis Gilmore   | Stati Uniti | Kentucky Colonels      | Eastern Division      |
| 1975 | Freddie Lewis   | Stati Uniti | Spirits of St. Louis   | Eastern Division      |
| 1976 | David Thompson  | Stati Uniti | Denver Nuggets         | Denver Nuggets        |